# Cadets de Gascogne
Pour les articles homonymes, voir Les Cadets de Gascogne et Cadet.
Un cadet de Gascogne (capdèth de Gasconha en gascon) est, sous l'Ancien Régime, un militaire censé être d'origine gasconne (mais parfois d'alentours comme souletine) souvent gentilhomme, souvent un puîné. Trop pauvre pour prétendre comme un aîné de grande famille entrer dans une coûteuse académie, il reçoit une formation d'officier au sein même des troupes. Ce parcours est de règle jusqu'en 1682.
On trouve de nombreux capitaines gascons à la tête des compagnies. Comme ils sont bien souvent des puînés, le mot gascon capdèth (chef, capitaine) va donner le mot français cadet pour désigner un frère puîné. Et la qualité de « cadet » finit par être attribuée aux jeunes gentilshommes pauvres en formation militaire jusqu'à donner les termes équivalents «cadet» (civil) et «officer cadet» (militaire) aujourd'hui jusque dans la langue anglaise.
Un mythe littéraire se forge au XIXe siècle. À partir de D'Artagnan, personnage réel revisité par Courtilz de Sandras, Alexandre Dumas crée un archétype : le jeune Gascon pauvre, intelligent, hardi, redoutable bretteur, qui monte à Paris où il entre comme cadet dans une compagnie. Puis Edmond Rostand popularise l'expression « cadets de Gascogne » en imaginant une « compagnie des Cadets de Gascogne » dans sa pièce Cyrano de Bergerac.

## Histoire

### Les Gascons dans les troupes du roi de France
Les Gascons combattent dans les troupes du roi de France depuis au moins la deuxième moitié du XIIIe siècle. Au XVIe siècle, Florimond de Raemond voit dans la Gascogne « un magasin de soldats, la pépinière des armées ».
On explique en partie ce phénomène par des traditions successorales inégalitaires, même si elles diffèrent d'une région à l'autre de Gascogne. Certes, dans les Landes, le partage est égalitaire. Mais, en Béarn, l'aîné mâle hérite. Et, dans la Gascogne gersoise, selon Christophe Jankowiak, la tradition est très particulière. Afin de ne pas morceler le patrimoine familial, elle privilégie « un héritier choisi librement par les parents », qu'il soit aîné ou puîné, fille ou garçon. La quasi-totalité du patrimoine lui est transmise. Les autres enfants ne reçoivent qu'une « infime part de la succession ». Cela rend complexes les notions d'aîné et de puîné. L'« aîné » n'est pas forcément le premier né.
Quoi qu'il en soit, le « sort piteux » réservé aux « puînés » de Gascogne pourrait expliquer le nombre important de gentilshommes de cette région qui, pour survivre, choisissent le métier des armes. On peut parler d'un « véritable mouvement d'émigration ». L'enrôlement militaire des Gascons, dit Renée Mussot-Goulard, a été « réservé longtemps aux puînés qui ne recevaient pas de domaines, de terres paternelles devenues trop exiguës et trop difficiles à mettre en valeur. Ces puînés furent pour le moins capitaines. » Véronique Larcade rappelle que des analyses sociales « mettent en évidence que les régions à vocation militaire traditionnelle, entre autres la Gascogne, restent bel et bien des pépinières d’officiers ».
On trouve en effet de nombreux Gascons à la tête des compagnies. Le mot gascon pour capitaine est capdèth, ou capdet. Un capitaine d'origine gasconne reste souvent capitaine parce qu'il est trop pauvre pour acheter une charge de colonel, et il est pauvre la plupart du temps parce qu'il est un puîné. Le mot capdèth a donc fini par désigner un puîné, donnant le mot français cadet,.

### Les cadets dans les troupes du roi
Sous l'Ancien Régime, les jeunes gentilshommes font un apprentissage des armes qui dépend de leur naissance et de leur fortune. Les aînés de grande famille suivent des filières de formation privilégiées (pages, mousquetaires) ou coûteuses (dans une académie) leur permettant d'honorer la charge d'officier supérieur dont ils héritent ou que leur fortune leur permet d'acheter. Les jeunes gentilshommes pauvres sont destinés à devenir officiers subalternes. Jusqu'en 1682, ils se forment au sein des troupes, répartis entre les compagnies. Comme ils sont souvent des puînés, on les appelle les cadets. Ce sont des volontaires : ils ne perçoivent pas de solde, ne sont pas inscrits sur les rôles, et on ne peut leur refuser leur congé lorsqu'ils en font la demande. « Ils servaient seulement, dit le père Daniel, pour apprendre le métier de la guerre, et se rendre capables d'y avoir de l'emploi. »
Il faut attendre 1682 pour qu'apparaissent « comme des écoles militaires pour la jeune noblesse, à dessein d'y former des officiers au métier de la guerre » : des compagnies accueillant exclusivement des cadets.

### Le type social du Gascon

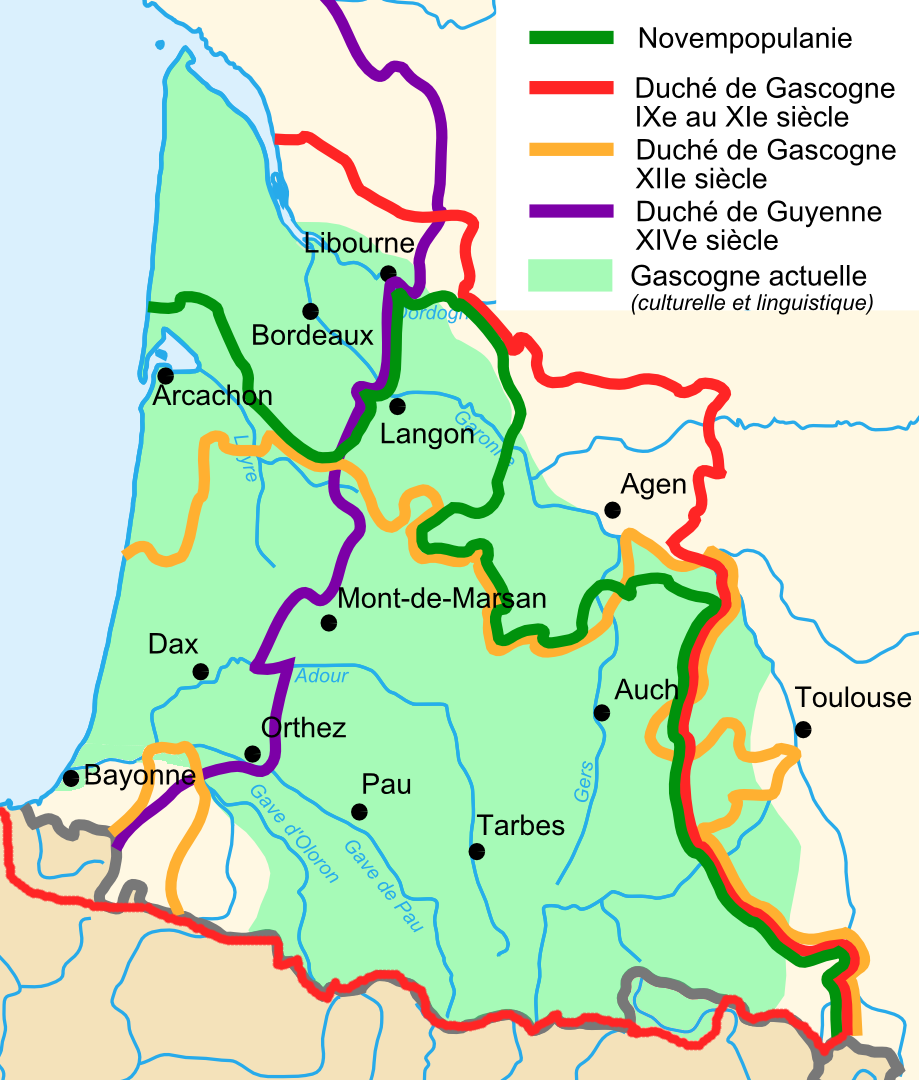
Évolution des frontières, de la Novempopulanie à la Gascogne culturelle d'aujourd'hui.

L'antique Novempopulanie devient la Gascogne lorsque naît au VIIe siècle la province ecclésiastique d'Auch, qui réunit onze évêchés, ceux d'Eauze, de Bazas, de Dax, de Lectoure, de Comminges, de Couserans, de Lascar (aujourd'hui Lescar), d'Aire, d'Oloron, d'Auch et de Tarbes. Du VIIe au XIIe siècle, la Gascogne forme un ensemble territorial qui a son histoire propre. C'est durant cette période qu'elle forge son identité. Elle a ses princes, son peuple, sa langue, ses croyances, ses coutumes. Elle devient duché. Du IXe au XIe siècle, elle étend son territoire. Puis elle appartient aux Plantagenêts. Ses frontières évoluent encore, elle se morcelle. « La principale originalité de la Gascogne, dit Charles Higounet, est, peut-être, la difficulté qu'il y a à la définir. »
Ses contours deviennent flous aux yeux des habitants du nord de la Loire (cf.Territoires du royaume de France). Du XVIe au XVIIIe siècle, ils qualifient indistinctement de Gascons tous ceux qui parlent une langue d'oc (à l'exception des Provençaux).
En revanche, dans les troupes, on sait reconnaître un vrai Gascon. Sa réputation de hardiesse est si bien établie que, du règne d'Henri IV à celui de Louis XIV, on trouve de nombreux Gascons dans les prestigieux corps de la maison du roi. C'est dans les mousquetaires qu'ils sont les plus nombreux. « Quand le sol natal est d’une fécondité médiocre, dit Louis Puech, il faut bien aller vivre ailleurs, se faire une place dans le monde à force de ruse, de diplomatie ou de coups d’épée ; il est nécessaire de savoir s’adapter à tous les milieux et de se pousser par tous les moyens. Qu’il s’agisse de difficultés à vaincre ou de sympathies à gagner, le Gascon est dans son élément. Habitué à compter sur lui, obligé de trouver des ressources que son pays ne lui fournit pas, il s’ingénie et finit par réussir. »

### La caricature du Gascon
La société parisienne jalouse ces hommes proches du pouvoir. De plus en plus pincée, elle entreprend de tourner en dérision leur accent chantant, leurs plaisanteries, leur caractère expansif, leur vantardise. Une caricature du type gascon se répand dans la littérature et le théâtre. Le Gascon devient un personnage comique hâbleur et fanfaron. En 1617, Agrippa d'Aubigné règle des comptes personnels dans Les Aventures du baron de Fæneste, en traçant un portrait assez injuste de matamore poltron, hanté par la fureur du paraître. En 1637, un autre personnage outrancier voit le jour dans Le Gascon extravagant, roman comique attribué à Onésime de Clairville. Ce héros cependant use de son extravagance pour faire passer des  vérités,. Au théâtre comique, le Gascon connaît un grand succès. Mais, à force de le caricaturer, on s'éloigne de plus en plus de ce qu'il est réellement.

## Le mythe littéraire

### Mémoires de monsieur d'Artagnan

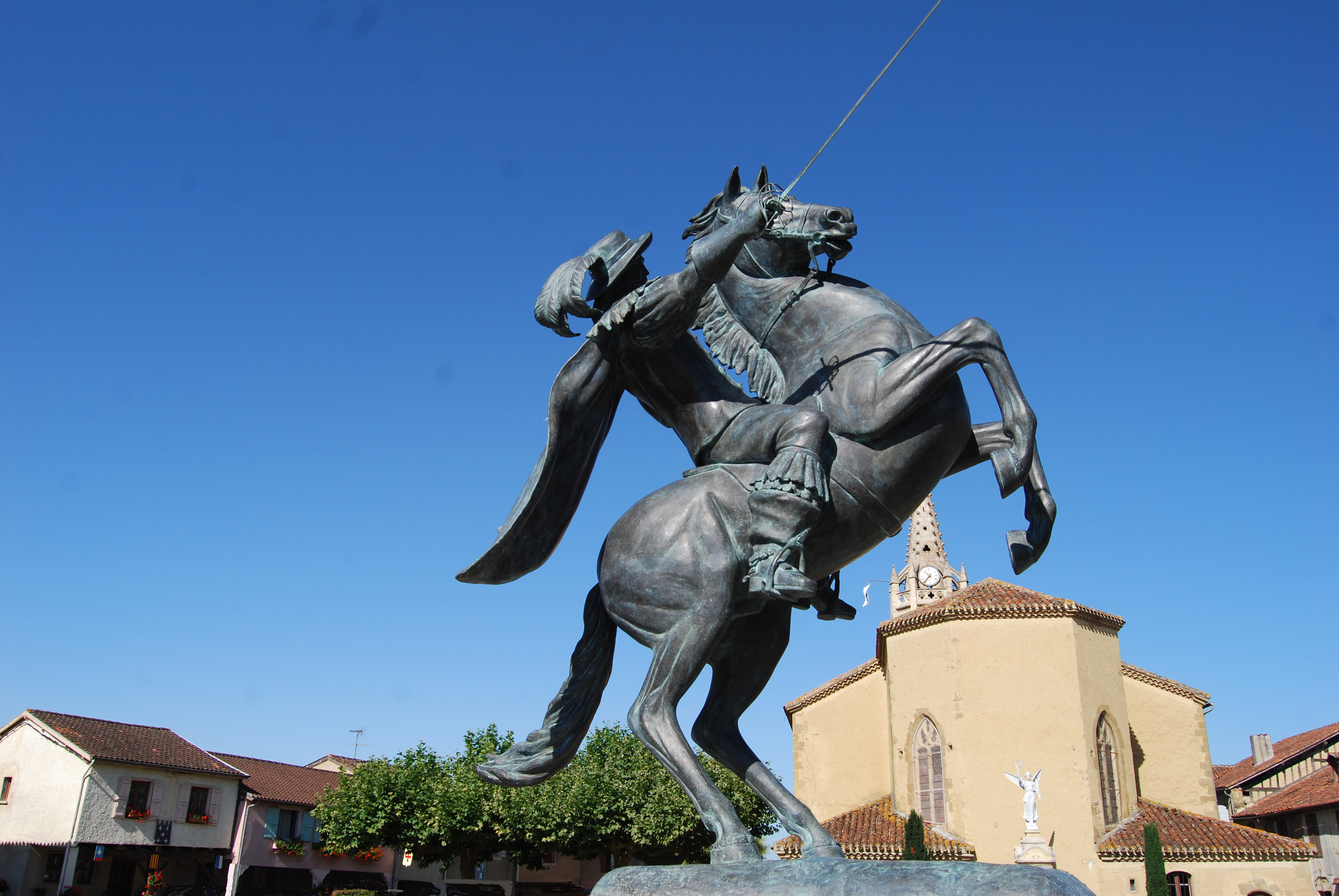
Statue de D'Artagnan à Lupiac.

En 1700, Gatien de Courtilz de Sandras, ancien mousquetaire devenu écrivain, publie les apocryphes Mémoires de monsieur d’Artagnan, qui racontent pêle-mêle les exploits réels et imaginaires d'un homme de guerre gascon mort 27 ans plus tôt : Charles de Batz de Castelmore, dit D'Artagnan. Courtilz élabore un personnage appelé à devenir un archétype, un jeune Gascon pauvre, très susceptible, fin bretteur et coureur de jupons, quittant sa province pour entrer dans la carrière des armes.
« Je suis né gentilhomme, de bonne maison », dit le D'Artagnan de Courtilz. « Ayant été élevé assez pauvrement, parce que mon père et ma mère n'étaient pas riches, je ne songeai qu'à m'en aller chercher fortune, du moment que j'eus atteint l'âge de quinze ans. Tous les cadets de Béarn, province dont je suis sorti, étaient assez sur ce pied-là, tant parce que ces peuples sont naturellement très belliqueux, que parce que la stérilité de leur pays n'exhorte pas à en faire toutes leurs délices. »
Le garçon prend la route, muni d'une lettre de recommandation de son père à Tréville, un ancien voisin, pauvre lui aussi, monté à Paris lui aussi, et devenu capitaine de la compagnie des mousquetaires. Mais c'est Louis XIII en personne qui va trouver une affectation à D'Artagnan : « Le roi […] dit à monsieur de Tréville de me mettre cadet dans la compagnie de son beau-frère qui était capitaine aux Gardes. Il s'appelait Des Essarts, et ce fut là où se fit mon apprentissage dans le métier des armes. »

### Les Trois Mousquetaires
Un siècle plus tard, en 1802, Alexandre Dumas s'empare de ce qu'il y a de meilleur dans le « fatras historico-romanesque » de Courtilz. Il en tire « une œuvre extraordinairement originale et vivante » : un roman de cape et d'épée, Les Trois Mousquetaires. D'Artagnan, dans ce livre, n'est pas un cadet de famille, il est fils unique. Mais il a bien « les muscles maxillaires énormément développés, indice infaillible où l'on reconnaît le Gascon », il est « courageux et rusé », et il manie l'épée mieux que personne.
Dumas réhabilite les Gascons dans plusieurs de ses romans, notamment dans Les Trois Mousquetaires. Leur véritable personnalité, qu'avaient altérée le théâtre et le roman comiques, il la leur rend : pauvres certes, hâbleurs, vantards, fanfarons parfois, excessifs, turbulents, bouillants, querelleurs peut-être, mais joyeux et fidèles, et toujours enthousiastes, fougueux, intrépides, animés par l'esprit d'entreprise et d'aventure. 

### Le Capitaine Fracasse
En 1863, le personnage du jeune gentilhomme gascon et pauvre est repris par Théophile Gautier dans Le Capitaine Fracasse,. 

### Cyrano de Bergerac
En 1897, Edmond Rostand, pour sa comédie Cyrano de Bergerac, puise dans les exploits et la personnalité de l'écrivain libertin Savinien de Cyrano, dit « de Bergerac ». Celui-ci n'est pas du Périgord, mais de Paris. Le « de Bergerac » qu'il ajoute à son nom est celui d'une terre ayant appartenu à sa famille, à Saint-Forget, dans la vallée de Chevreuse.
Rostand invente pour la circonstance une « compagnie des Cadets de Gascogne », commandée par « Carbon de Castel-Jaloux »,. Il s'inspire du témoignage d'Henry Le Bret, un ami de Savinien de Cyrano : tous deux auraient servi dans la 13e compagnie du régiment des Gardes françaises. Comme toutes les compagnies du régiment (à l'exception de la première, la colonelle), celle-ci est désignée par le nom de son capitaine : Alexandre Carbon de Biran de Castegeloux — écrit parfois Castelgeloux,.
Le Bret ne dit pas si le jeune Cyrano et lui-même étaient enrôlés ou cadets. Mais il précise que les Gascons étaient fort nombreux dans la compagnie, ce qui n'a rien d'étonnant : un capitaine recrute en priorité dans sa propre région. Le capitaine de Castegeloux, selon Philippe Lauzun, venait d'un château des bords du Gers, en aval d'Auch, « au-dessous du vieux château de Puységur ». Cette coloration gasconne ne constituait pas un cas particulier dans les Gardes françaises : à ses débuts, ce régiment comptait huit capitaines gascons sur dix. Aussi, les jeunes gentilshommes gascons en quête d'une formation s'y pressaient-ils en nombre, comme s'il s'agissait d'une école militaire.
La compagnie de Castegeloux était une unité combattante comme une autre, composée de soldats aguerris, et non une école. Comme les autres, elle comptait quelques cadets dans ses rangs (en 1670, Louis XIV limitera le nombre des cadets à deux par compagnie). Les compagnies de jeunes gentilshommes, ayant vocation à former les cadets, ne verront le jour qu'en 1682.
Mais Rostand, en homme de théâtre, ne s'embarrasse pas toujours de précision historique. L'invention de la compagnie des Cadets de Gascogne, dit Madeleine Alcover, « constitue une de ces « licences poétiques » si chères aux auteurs de fiction ». Et, si la locution « cadets de Gascogne » existe depuis longtemps déjà, le « succès inusable » de Cyrano de Bergerac va la populariser :

« Ce sont les cadets de Gascogne

De Carbon de Castel-Jaloux ;

Bretteurs et menteurs sans vergogne,

Ce sont les cadets de Gascogne !

Parlant blason, lambel, bastogne,

Tous plus nobles que des filous,

Ce sont les cadets de Gascogne

De Carbon de Castel-Jaloux :

Œil d’aigle, jambe de cigogne,

Moustache de chat, dents de loups,

Fendant la canaille qui grogne,

Œil d’aigle, jambe de cigogne,

Ils vont, — coiffés d’un vieux vigogne

Dont la plume cache les trous ! —

Œil d’aigle, jambe de cigogne,

Moustache de chat, dents de loups !

Perce-Bedaine et Casse-Trogne

Sont leurs sobriquets les plus doux ;

De gloire, leur âme est ivrogne !

Perce-Bedaine et Casse-Trogne,

Dans tous les endroits où l’on cogne

Ils se donnent des rendez-vous…

Perce-Bedaine et Casse-Trogne

Sont leurs sobriquets les plus doux !

Voici les cadets de Gascogne

Qui font cocus tous les jaloux !

Ô femme, adorable carogne,

Voici les cadets de Gascogne !

Que le vieil époux se renfrogne :

Sonnez, clairons ! chantez, coucous !

Voici les cadets de Gascogne

Qui font cocus tous les jaloux ! »

— Edmond Rostand, Cyrano de Bergerac (1897), II, 7.

« Eh bien donc ! nous allons au blason de Gascogne, 

Qui porte six chevrons, messieurs, d’azur et d’or, 

Joindre un chevron de sang qui lui manquait encor ! »

— Edmond Rostand, Cyrano de Bergerac (1897), IV, 4.

## Personnalités

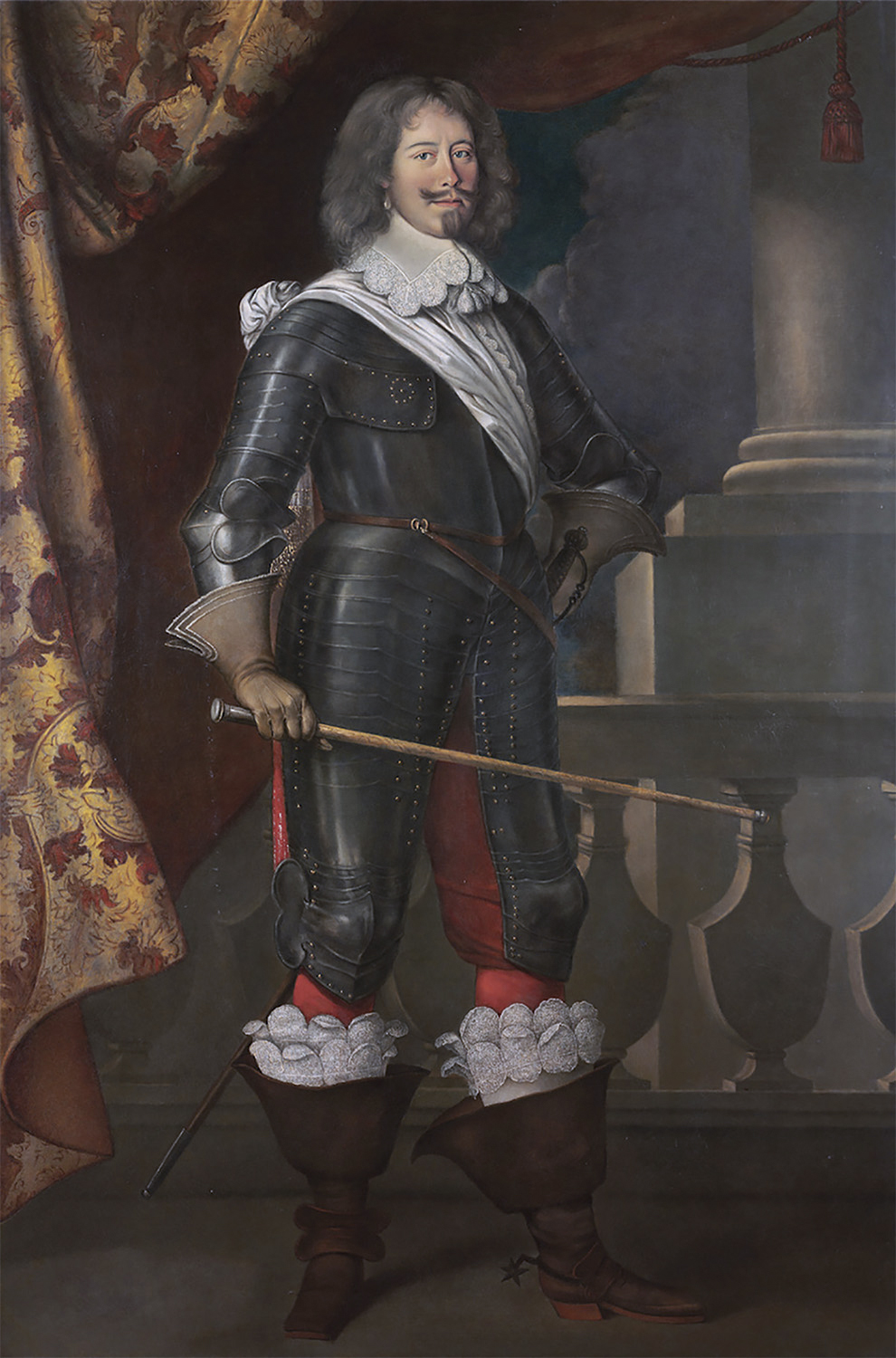
Jean Armand du Peyrer, comte de Tréville.

Le cadet de Gascogne, fait observer Véronique Larcade, constitue « un type social plutôt qu'une réalité généalogique ». Dès lors, on pouvait bien être cadet de Gascogne, tout en étant l’aîné d’un lignage. De plus, si la locution concerne généralement un gentilhomme de petite noblesse, elle peut s'appliquer parfois à un roturier. Elle désigne dans un sens large un jeune homme gascon, ou considéré comme tel, privé de ressources à son entrée dans la vie. Contraint d'émigrer à Paris, il cherche fortune dans les armes. Il entre souvent comme cadet dans une compagnie, mais pas toujours.
- Jean d'Aulon (1390-1458), puîné de Fezensac, sert fidèlement en tant que capitaine de sa garde Charles VI puis comme conseiller Charles VII et fut écuyer et maître d’hôtel (1429-1430) de Jeanne d'Arc avec laquelle il est pris dans le dernier carré à Compiègne (24 mai 1430) entre autres charges lors de sa vie de chevalier, diplomate et gouverneur. Le 20 mai 1456, il est l'auteur d’une déposition déterminante au procès de réhabilitation et en nullité de la condamnation de Jeanne d’Arc (7 novembre 1455 - 1456), la plus longue et seule écrite en français, synthèse de l’épopée forgée au cœur de l’action par le témoin « intime » de la sainte.
- Prégent de Bidoux (1468-1528), marin et officier français de haut-rang - amiral, premier titulaire de la charge de Général des galères, actif durant les guerres italiennes, et dans la défense contre les Anglais. Il effectue aussi plusieurs missions diplomatiques pour le compte du roi de France Charles VIII. Il sert enfin l'ordre de Saint-Jean de Jérusalem, et, à ce titre, combat les Turcs en Grèce.
- Jean-Louis de Nogaret de La Valette (1554-1642), duc d'Épernon. Originaire du Comminges. Favori d'Henri III. Amiral de France.
- Jean Armand du Peyrer, comte de Trois-Villes, dit le comte de Tréville (1598-1672), natif d'Oloron-Sainte-Marie, roturier[45]. Capitaine de la compagnie des Mousquetaires du Roi. Il apparaît dans Les Trois Mousquetaires d'Alexandre Dumas.
- Jean de Gassion (1609-1647), natif de Pau, cadet de famille roturière[45], maréchal de France.
- Charles de Batz de Castelmore, dit D'Artagnan (vers 1611-1673). Natif de Lupiac. Capitaine-lieutenant de la première compagnie des mousquetaires. Il inspire le D'Artagnan des Trois Mousquetaires.
- François de Montlezun, sieur de Besmaux (vers 1611-1697[46]). D'extraction modeste, originaire de Pavie[47]. Garde française, puis mousquetaire, puis gentilhomme ordinaire de Mazarin[7]. Gouverneur de la Bastille pendant près de 40 ans, il s'enrichit aux dépens de ses hôtes[47], parmi lesquels Courtilz de Sandras. Il a pu renseigner ce dernier sur D'Artagnan, qu'il a bien connu à l'armée. Alexandre Dumas le fait intervenir dans Le Vicomte de Bragelonne, sous le nom de Baisemeaux de Montlezun.
- Antonin Nompar de Caumont (1632-1723). Originaire du château de Lauzun, au nord de l'Agenais, territoire qui a fait partie de la Gascogne aux Xe et XIe siècles[48]. Cadet de famille[49], Caumont arrive à Paris à 14 ans[50]. Il vient à la cour, dit Saint-Simon, « sans aucun bien, cadet de Gascogne fort jeune, débarquer de sa province sous le nom de marquis de Puyguilhem[51] ». Il est accueilli par un cousin germain de son père, le maréchal de Gramont. Celui-ci l'élève chez lui, avec ses propres enfants. Il le fait entrer vers ses 15 ans dans une académie. Puyguilhem y étudie durant l'hiver, et sert durant l'été dans le régiment de Gramont cavalerie[50]. En 1655, il est capitaine dans ce régiment[52]. « On ne rêve point comme il a vécu », dit de lui La Bruyère[53]. Personnage tumultueux, favori de Louis XIV. Colonel général des dragons en 1668, capitaine des gardes du corps en 1669[54]. Époux morganatique de la Grande Mademoiselle. Duc de Lauzun en 1692.
- Pierre de Montesquiou d'Artagnan (1640-1725), neveu du Maréchal Jean de Gassion (1609-1647) le héros de Rocroi, et cousin germain de Charles de Batz de Castelmore. Cadet dans sa famille. Maréchal de France.

## Fiction
- Le Cadet de Gascogne, vaudeville de Jacques Arago (1836)
- Un cadet de Gascogne, roman de cape et d'épée de Rodolphe Bringer (1900)
- Les Cadets de Gascogne, de Henry de Gorsse et Joseph Jacquin, Paris, Hachette, 1905[55]
- Les Cadets de Gascogne, film d'Emmanuel Bourdieu (2003)